# نورمان فرانك ويلسون
نورمان فرانك ويلسون هو سياسي كندي، ولد في 5 سبتمبر 1876 في كندا، وتوفي في 14 يوليو 1956 في أوتاوا في كندا. حزبياً، نشط في الحزب الليبرالي الكندي. وقد انتخب عضو مجلس العموم الكندي.